# Hans D. Jarass
Hans Dieter Jarass (* 29. September 1945 in Deggendorf) ist ein deutscher Rechtswissenschaftler.
Nach dem Abitur 1965 in Deggendorf studierte Jarass Rechtswissenschaften, Mathematik und Politikwissenschaft an der Universität München. Das erste juristische Staatsexamen legte er 1970 ab. Danach studierte er an der Harvard Law School, wo er 1972 den Master of Laws erwarb. Es folgte ein Referendariat in München, 1974 legte Jarass das zweite Staatsexamen ab. Noch im selben Jahr promovierte er, und 1977 habilitierte er in München.
1978 erfolgte die Ernennung zum Professor für Öffentliches Recht an der Freien Universität Berlin und 1982 die Ernennung zum ordentlichen Professor an der Universität Bochum. Am dortigen Institut für deutsches und europäisches Umweltrecht wurde er 1990 Direktor. 1995 übernahm Jarass den Lehrstuhl für deutsches und europäisches Öffentliches Recht an der Universität Münster und im darauffolgenden Jahr die Leitung des Instituts für Umwelt- und Planungsrecht. Im Herbst 2012 wurde er emeritiert. Er ist weiterhin Direktor des Zentralinstituts für Raumplanung an der Universität Münster. Seit September 2010 ist Jarass zudem als of counsel für die Sozietät Redeker Sellner Dahs tätig.
Seine Forschungsschwerpunkte sind Umwelt- und Planungsrecht, Grundrechte, Europarecht und Medienrecht.
Jarass ist verheiratet und Vater von zwei Kindern.

## Schriften (Auszug)
- Politik und Bürokratie als Elemente der Gewaltenteilung (= Münchener Universitätsschriften. Bd. 31). Beck, München 1975, ISBN 3-406-05431-5 (Dissertation, Universität München, 1973).
- Die Freiheit der Massenmedien: Zur staatlichen Einwirkung auf Presse, Rundfunk, Film und andere Medien (= Materialien zur interdisziplinären Medienforschung. Bd. 8). Nomos, Baden-Baden 1978, ISBN 3-7890-0349-2 (Habilitationsschrift, Universität München, 1976/77).
- Wirtschaftsverwaltungsrecht. Metzner, Frankfurt am Main 1980; 3., neubearbeitete Auflage: Wirtschaftsverwaltungsrecht mit Wirtschaftsverfassungsrecht. Luchterhand, Neuwied/Kriftel/Berlin 1997, ISBN 3-472-00469-X.
- Bundes-Immissionsschutzgesetz: Kommentar. Beck, München, 15. Auflage 2024, ISBN 978-3-406-82004-5.
- Mit Martin Kment: Jarass/Pieroth, Grundgesetz für die Bundesrepublik Deutschland: Kommentar. Beck, München 18. Auflage 2024, ISBN 978-3-406-81527-0.
- EU-Grundrechte: Ein Studien- und Handbuch. Beck, München 2005, ISBN 3-406-53215-2.
- Mit Frank Petersen: Kreislaufwirtschaftsgesetz: Kommentar. Beck, München 2. Aufl. 2022, ISBN 978-3-406-77194-1.
- Charta der Grundrechte der Europäischen Union. Unter Einbeziehung der vom EuGH entwickelten Grundrechte und der Grundrechtsregelungen der Verträge: Kommentar. Beck, München 2010; 4. Auflage 2020, ISBN 978-3-406-76314-4.
- Mit Martin Kment: Baugesetzbuch: Kommentar. Beck, München 2013; 3. Auflage 2022, ISBN 978-3-406-78539-9.